# Erik Frykman (musiker)
Erik Halvar  Frykman, född den 11 december 1905 i Norrköping, död den 3 september 1980 i Askersunds församling, var en svensk sångkompositör och textförfattare, förlagschef, försäljningschef och skivproducent vid Odeon.
Frykman använde även pseudonymerna Dick Fryman, E. Hallwood, Halvar, Sunde, Olle Sörman, Wiberg och Wall Wilson. Som ung var Frykman verksam som musiker i den Norrköpingsbaserade orkestern Globes.